# Adonis Rivas
Adonis Rivas est un boxeur nicaraguayen né le 7 décembre 1972 à Leon.

## Carrière
Passé professionnel en 1995, il devient champion du monde des poids super-mouches WBO le 20 novembre 1999 en battant aux points Diego Morales. Rivas conserve sa ceinture contre Pedro Morquecho et Joel Luna Zarate puis est battu par Pedro Alcázar le 16 juin 2001. Il perd également contre Omar Andres Narvaez l'année suivante et mettra un terme à sa carrière en 2014 sur un bilan de 22 victoires, 15 défaites et 4 matchs nuls.